# Stor-Grucken
Stor-Grucken är en sjö i Härjedalens kommun i Härjedalen och ingår i Ljusnans huvudavrinningsområde. Sjön har en area på 0,523 kvadratkilometer och ligger 638,1 meter över havet. Sjön avvattnas av vattendraget Gruckan.

## Delavrinningsområde
Stor-Grucken ingår i det delavrinningsområde (691984-135345) som SMHI kallar för Utloppet av Stor-Grucken. Medelhöjden är 666 meter över havet och ytan är 3,07 kvadratkilometer. Räknas de 16 avrinningsområdena uppströms in blir den ackumulerade arean 51,49 kvadratkilometer. Gruckan som avvattnar avrinningsområdet har biflödesordning 2, vilket innebär att vattnet flödar genom totalt 2 vattendrag innan det når havet efter 365 kilometer. Avrinningsområdet består mestadels av skog (83 procent). Avrinningsområdet har 0,52 kvadratkilometer vattenytor vilket ger det en sjöprocent på 17 procent.